# Hrabstwo Orange (Floryda)
Hrabstwo Orange (ang. Orange County) – hrabstwo w stanie Floryda w Stanach Zjednoczonych. Według szacunków United States Census Bureau w roku 2009 miało 1 086 480 mieszkańców.
Hrabstwo powstało w 1824 roku. Na jego terenie znajdują się obszary niemunicypalne: Chinatown, Fairvilla, Killarney, Plymouth, Reedy Creek Improvement District, Vineland
Obszar całkowity hrabstwa obejmuje powierzchnię 2600,84 km², z czego 260 km² (10%) to woda. W zachodniej części hrabstwo obejmuje znaczną większość czwartego co do wielkości jeziora na Florydzie – Lake Apopka (125 km²).

## Miejscowości
- Apopka
- Bay Lake
- Belle Isle
- Eatonville
- Edgewood
- Lake Buena Vista
- Maitland
- Oakland
- Ocoee
- Orlando
- Windermere
- Winter Garden
- Winter Park

## CDP
| - Alafaya - Azalea Park - Bay Hill - Bithlo - Christmas - Clarcona | - Conway - Dr. Phillips - Fairview Shores - Gotha - Holden Heights - Horizon West | - Hunters Creek - Lake Butler - Lake Hart - Lake Mary Jane - Lockhart - Meadow Woods | - Oak Ridge - Orlovista - Paradise Heights - Pine Castle - Pine Hills - Rio Pinar | - Sky Lake - South Apopka - Southchase - Taft - Tangelo Park - Tangerine | - Tildenville - Union Park - University - Wedgefield - Williamsburg - Zellwood |

| Populacja hrabstwa w poprzednich latach | Populacja hrabstwa w poprzednich latach |
| Rok                                     | Liczba ludności                         |
| --------------------------------------- | --------------------------------------- |
| 1980                                    | 467 763                                 |
| 1990                                    | 677 491                                 |
| 2000                                    | 896 344                                 |
| 2005                                    | 1 023 023                               |